# Armi Ratia
Armi Maria Ratia (née Airaksinen le 13 juillet 1912 à Pälkjärvi - morte le 3 octobre 1979 à Helsinki) est la fondatrice de la société finlandaise de textile et d'habillement Marimekko Oy.
Elle est une des femmes entrepreneurs les plus célèbres de Finlande.

## Biographie
Armi Ratia nait en Carélie du Ladoga. Ses parents sont le marchand Matias et le professeur d'école élémentaire Hilma Airaksinen (née Korvenoja).
En 1935, elle épouse le lieutenant-colonel et homme d'affaires Viljo Ratia.
Le couple aura trois enfants: Ristomatti, Anttimatti et Eriika et le mariage prend fin en 1969.
Armi Ratia étudie la conception de textiles à l'École des arts industriels appliqués et de 1935 à 1939 elle a un petit atelier à Viipuri ou des employées lui fabriquent des tissus.
Pendant la Seconde Guerre mondiale, de 1939 à 1941, elle est employée de bureau au ministère de la Défense.
Puis elle travaille pour Erva-Latvala Oy en tant que concepteur-rédacteur.
Viljo Ratia, pour sa part, a quitté son poste de professeur d'histoire militaire à l'Académie militaire et est devenu entrepreneur. Avec Arvo Nurmi, il a fondé Printex Oy, un fabricant de toiles cirées.
En 1949, en plus de son travail, Armi Ratia aide son mari à gérer Printex. Lorsque la vente des produits Printex en 1949 n'atteint pas les objectifs de Viljo Ratia, Armi Ratia lui suggère qu'au lieu de tissus de cire, ils commercialiser des textiles modernes.
En 1951, Marimekko Oy est fondée par Armi Ratia et la créatrice de mode Riitta Immonen pour concevoir et commercialiser les tissus Printex.
Cependant, son époux Viljo Ratia ne croit pas à l'avenir de Marimekko. Il craint que Riitta Immonen, qui avait été accidentellement blessée à Marimekko, ne soit entraînée dans les difficultés financières de Printex et Marimekko.
Viljo Ratia rachètera secrètement les actions de Riitta Immonen.
Printex fait faillite en 1953, mais l'activité continue et Armi Ratia est devenu son principal actionnaire. La même année, Vuokko Eskolin-Nurmesniemi (fi) est embauchée comme artiste textile à Marimekko.
Marimekko a acquis une renommée internationale en 1960 lorsque la future présidente américaine Jacqueline Kennedy tombe en admiration d'une tenue de Marimekko pendant la campagne électorale de son mari et pose en couverture de Sports Illustrated avec une robe Marimekko.
Pendant la période de difficultés financières de Marimekko, la collection de vêtements Tasaraita conçue par Annika Rimala remporte un grand succès. Au début des années 1970, Armi Ratia commence à octroyer des licences pour la conception de Marimekko à l'étranger et a fait de Marimekko une chaîne de franchise internationale.
En 1974, la société a été cotée en bourse. Après la mort d'Armi Ratia, la majorité des actions de Marimekko passe aux noms de ses enfants.

## Prix et reconnaissance
En 1974, Marimekko reçu le Prix présidentiel de l'export.
En avril 2015, un parc est nommé Parc de Armi Ratia dans le quartier Kaivopuisto d'Helsinki.
Armi Ratia a vécu près de ce parc, à Itäinen Puistotie 9, pendant trois décennies à partir de 1947,,.